# Clesthentia aberrans
Clesthentia aberrans är en tvåvingeart som beskrevs av White 1914. Clesthentia aberrans ingår i släktet Clesthentia och familjen Apsilocephalidae.
Artens utbredningsområde är Tasmanien. Inga underarter finns listade i Catalogue of Life.